# Ariadne timora
Ariadne timora es una especie de lepidóptero de la familia Nymphalidae, género Ariadne.

## Subespecies
- Ariadne timora phemonoe (Fruhstorfer, 1903)
- Ariadne timora timora

## Localización
Se localiza en Timor y Wetar.